# 安德森鎮區 (北卡羅萊納州卡斯韋爾縣)
安德森鎮區（英語：Anderson Township）是位於美國北卡羅萊納州卡斯韋爾縣的一個鎮區。

## 地方資料
安德森鎮區的面積為118.36平方千米，皆為陸地。根據2020年美國人口普查的數據，當地共有人口2088人，而人口密度為每平方千米17.64人。